# اسمي إيرل
اسمي إيرل (بالإنجليزية: My Name Is Earl)‏ مسلسل كوميدي أمريكي فائز بثلاثة جوائز إيمي. كتبه غريغ غارسيا عرض على قناة NBC من 20 سبتمبر 2005 إلى 14 مايو 2009. المسلسل من بطولة جايسون لي الذي قام بدور إيرل هيكي.

## القصة
تدور قصة المسلسل حول شخص يدعى إيرل هيكي الذي يقوم بدوره جايسون لي، وهو رجل حياته مليئة بالأخطاء والأعمال السيئة، حتى جاء يوم ربح به جائزة اليانصيب بقيمة 100 ألف دولار، ومن فرحته بالجائزة بدأ يقفز بالشارع ويمشي فصدمته سيارة وطارت ورقة اليانصيب من يده. وفي فترة نومه في المستشفى شاهد أحد البرامج التي كانت تتحدث عن الكارما (karma) وهو اعتقاد بوذي على الأفعال التي يقوم بها الكائن الحي، إذا عملت شيء سيء الأعمال السيئة تلاحقك، وإذا عملت شيء حسن الأعمال الحسنة تلاحقك. فيقرر إيرل أن يعد قائمة طويلة يضع بها كل الأعمال السيئة التي فعلها في حياته ليصححها بالكامل وفي كل حلقة نراه يصحح بعض الأعمال السيئة الموجودة بهذه القائمة وخلال ذلك يرتكب بعض الأعمال السيئة الجديدة التي تضاف إلى القائمة.

## شخصيات العمل
- جايسون لي قام بدور إيرل هيكي، وهو الشخص الذي تدور أحداث المسلسل حوله.
- إيثان سوبلي قام بدور راندي هيكي، وهو الأخ الشقيق لإيرل يساعده في بعض الأحيان لتصحيح الأخطاء الموجودة في القائمة، صاحب تصرفات صبيانية ويخاف من الطيور بجميع أنواعها، ويخاف أيضا من قلوسة البابا، لأنه يعتقد بأن داخلها دجاجة.
- جيمي بريسلي قامت بدور جوي ترنر، وهي زوجت إيرل السابقة، وزوجة دارنيل الحالية.
- إيدي ستيبلز قام بدور دارنيل ترنر، زوج جيمي بريسلي وصديق إيدي، يلقب بـ(Crabman).
- نادين فيلاسكيز قامت بدور كاتالينا امرأة من أصل أسباني، صديقة إيرل.

## الجوائز والترشيحات
- فاز المخرج مارك بكلاند بجائزة إيمي لأفضل مخرج لمسلسل كوميدي.
- فاز الكاتب غريغ غارسيا بجائزة إيمي لأفضل كاتب لمسلسل كوميدي.
- فازت الممثلة جيمي بريسلي بجائزة إيمي لأفضل ممثلة ثانوية في مسلسل كوميدي.
- ترشح المسلسل لجائزة الغولدن غلوب لأفضل مسلسل كوميدي أو موسيقي.
- ترشح الممثل جايسون لي لجائزة الغولدن غلوب لأفضل ممثل في مسلسل كوميدي أو موسيقي.

## روابط خارجية
- اسمي إيرل على موقع IMDb (الإنجليزية)
- اسمي إيرل على موقع ميتاكريتيك (الإنجليزية)
- اسمي إيرل على موقع الموسوعة البريطانية (الإنجليزية)
- اسمي إيرل على موقع روتن توميتوز (الإنجليزية)
- اسمي إيرل على موقع كينوبويسك (الروسية)
- اسمي إيرل على موقع ألو سيني (الفرنسية)
- اسمي إيرل على موقع قاعدة بيانات الفيلم (الإنجليزية)